# 直-9
直-9〈英文翻譯：Z-9〉是由哈尔滨飞机制造公司引入法国海豚直升机的许可生产的通用直升機。

## 歷史
1980年10月15日，中法雙方簽約，授權中國方面生產SA 365 N1型直升機。
1982年，哈爾濱飛機公司完成首架直升机的装配。
1983年，直-9機正式進入中國人民解放軍服役。
1990年，原法國授權之50架直升機均已完成生產組裝，其中28架为基本型直-9，20架为直-9A（相当于AS 365 N2）。哈飞另生產了两架直-9A-100型之直升機，開始尝试自行生產製造此型直升機。
1992年1月16日，中國自行製造的直-9試飛成功；然而，在1993年9月時，中法雙方再度簽約生產22架直-9型直升機，另外還有8架民用型直-9。
1994年10月23日，直-9B試飛成功，從此中國邁入自製直-9直升機的時代，並自行衍生出數種不同功能之直升機系列。

## 衍生型

### 直-9B
於1992年1月16日，中國試飛了大多數零件國產化的直-9B。直-9B的特色是用11葉的複合材料尾螺旋槳取代了AS365N2海豚式直升機的13葉尾螺旋槳。為輕型戰術運輸直升機，可運載10名武裝人員。

### 直-9C

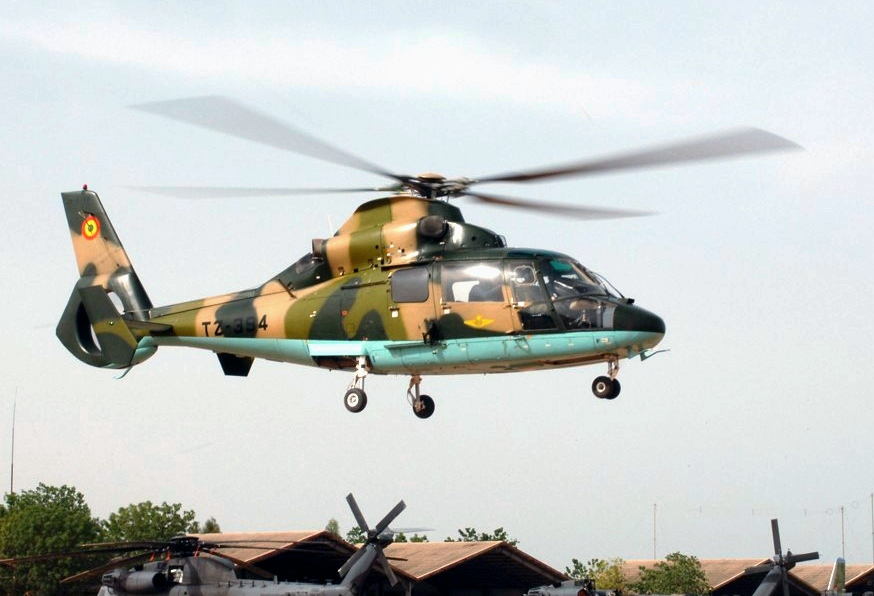
馬利共和國空軍的直-9

直-9C舰载型以直-9为基础改进的，和法国“海豚”的舰载型“黑豹”无太大关系。1987年12月2日，为中國人民解放軍海軍改装的直-9C舰载直升机首飞成功。12月24日在舰上顺利降落，采用中国直升机设计所研制的快速着舰系留装置。C型作戰半徑不足200公里，定型后加装机头雷达，可挂载2枚鱼-7执行反潜任务，但作戰半徑减至50公里。

### 直-9D
直-9C的升级版，增配对海搜索雷达和4枚鷹擊-9轻型反舰导弹，挂载2枚鱼-7時作戰半徑超過100公里。

### 直-9F
直-9D的升级版，对搜索攻撃潜艇的设备进行全面升级，以吊放声呐更換1枚鱼雷，实现同时配备吊放声呐和鱼雷。

### 直-9M
2025年推出，同时具备Z-9D和Z-9F的反舰/反潜能力，既可以在反舰扫荡时携带反舰导弹，也能以反潜构型挂载智能深弹、声呐浮标、新型反潜鱼雷对付水下威胁。
传感器大幅升级，装有一套新型吊放声呐，同时机头上方装有一座大尺寸光电球，下方配备新型先进对海搜索雷达，具有360度搜索视野，大幅提升战场态势感知能力。

### 直-9G
在直-9基础上发展，直-9G武裝直升機加强了装甲防护，驾驶舱顶部安装有红箭-8反坦克导弹的观瞄制导装置。机身内取消后排座位，改为武器挂架的承力结构，机身两侧挂架共可挂载4枚红箭-8反坦克导弹，或火箭弹发射器（57-1型57mm火箭弹、90-1型90mm火箭弹）或23mm机炮等武器。该机用于执行反坦克、压制地面火力、突袭地面零散目标等火力支援任务，也可以用于运输、兵力机动、直升机空战、通信和救护等任务。直-9G是中國解放軍拥有专用武装直升机前的一个过渡，以提早培养解放軍陆军航空兵武装直升机队伍，等待直-10研制成功。从2000年向马里出口了2架直9武装型直升机以来，目前为止已向马里、毛里塔尼亚、老挝、巴基斯坦等国家出口了18架直升机。

### 直-9W

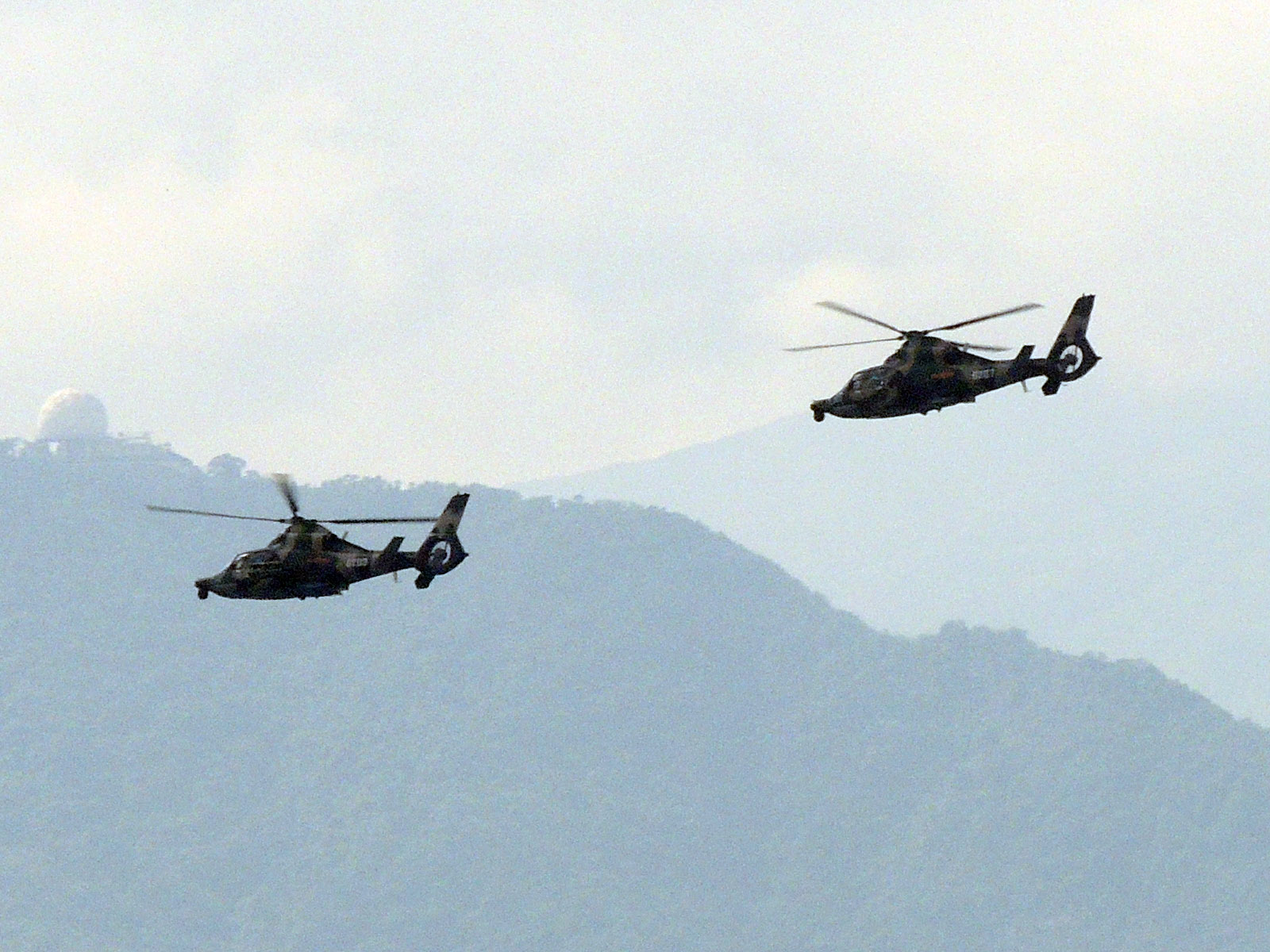
駐港部隊使用的直-9W武裝直升機

在直-9基础上发展，供中國軍隊自用的武裝直升機，可携带8枚反坦克导弹，也可以挂载火箭发射器及航空机炮。直-9W的主要作战任务是用来对付敌方坦克，因此携带红箭-8L反坦克导弹数量要比直-9G多。

### 直-9WA

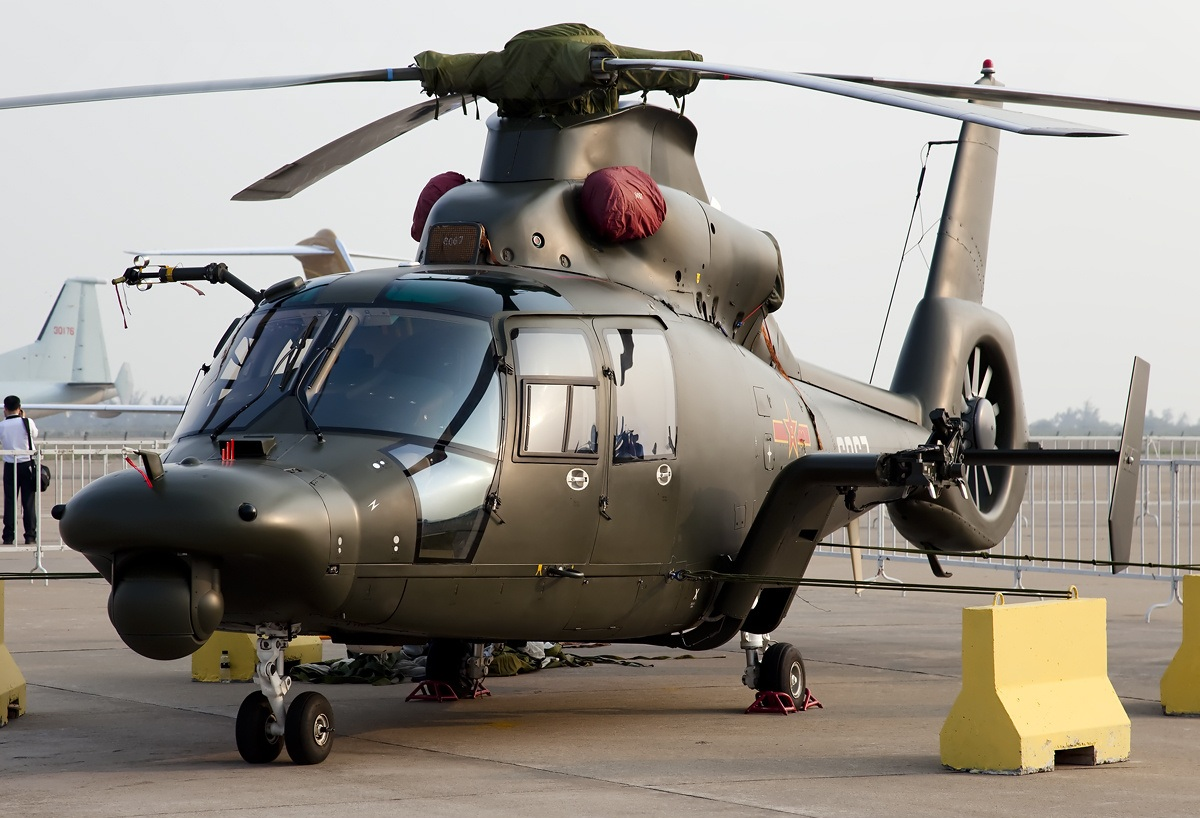
直-9WA

直-9W的升级版，机身改为黑色涂装，该型机换装了不穿透机舱的弯梁式器挂梁，与老型号的扁担式相比，具有挂弹多、拆卸方便的优点。机头下部转塔中安装了新的探测器转塔，配有白光、热成像、激光等多个探测设备，具有夜战能力，驾驶员配有夜视头盔。机头罩采用新颖的滑道式代替传统的铰链式开启方式，使机头罩打开角度更大，提高空间利用率，并在机头罩气动、结构、钢度、驾驶员视界等的限制范围内满足昼夜观瞄装置的转动范围要求。

### 直-19
直-9W的升级版，采用串列式座舱布局、四叶复合材料旋翼、涵道式尾桨、外置4个武器外挂点和改为后三点式起落架等武装直升机的典型设计。主要用于战场侦察或与直-10等中、重型武装直升机配合作战，也可独立执行作战任务。直19原型机于2010年7月成功首飞，目前已经量产，并装备解放军各陆航部队。

## 用户
中华人民共和国
- 中国人民解放军

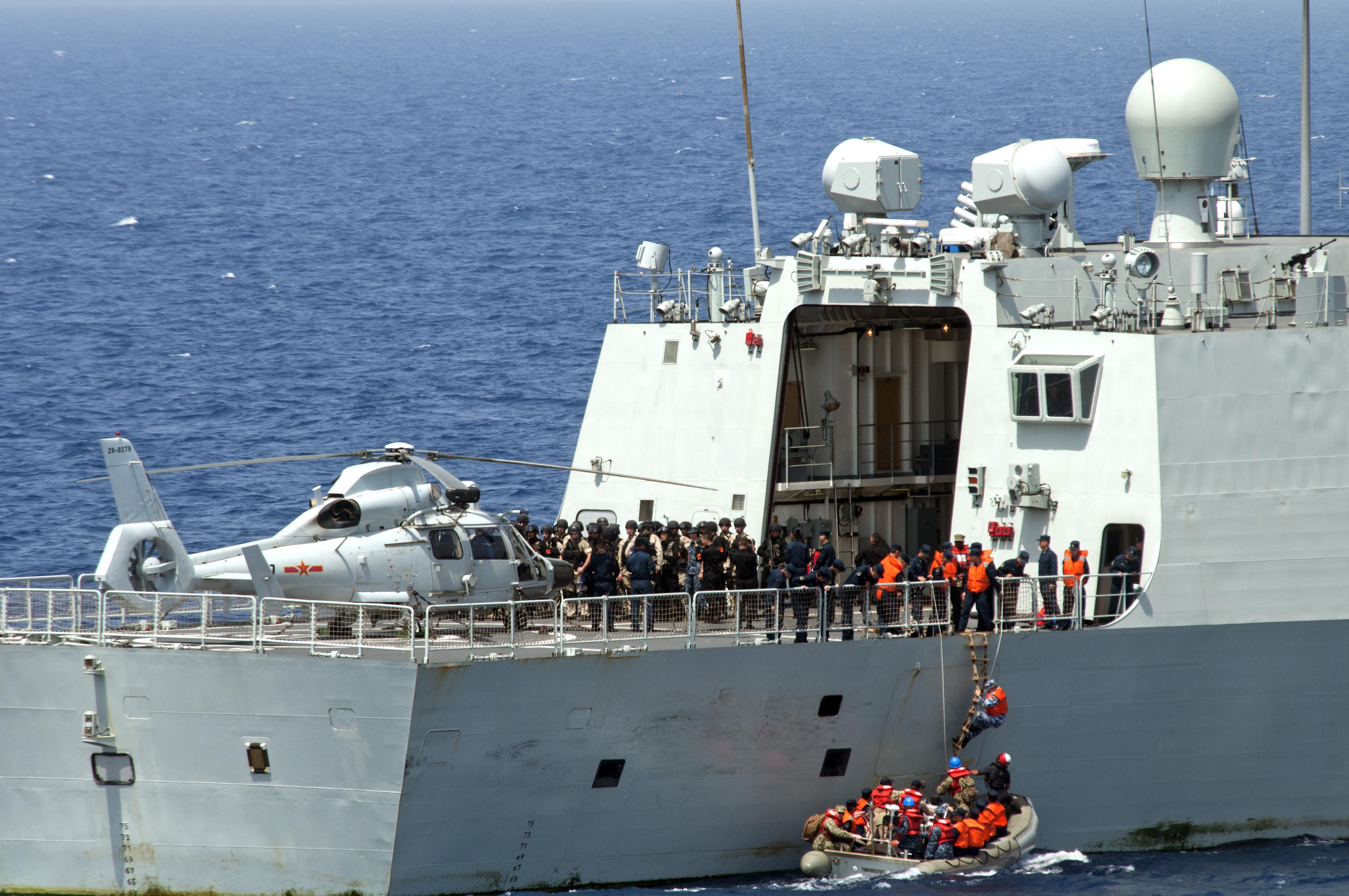
直-9停放在054A型护卫舰上

  - 中国人民解放军陆军航空兵：60架以上
  - 中国人民解放军海军航空兵

- 加納空軍[5]

 玻利维亚
- 玻利维亚空军：订购6架H-425

- 佛得角军队：2架直-9

 柬埔寨
- 柬埔寨皇家空军：订购12架[6]

- 肯尼亚国防军：4架直-9WA[7]

- 老挝人民军空军：6架直-9A

- 马里空军：2架直-9

 毛里塔尼亚
- 毛里塔尼亚空军：1架直-9

 纳米比亚
- 纳米比亚空军：2架直-9

 巴基斯坦
- 巴基斯坦海军：12架直-9EC ASW（反潜作战）

 喀麦隆
- 喀麦隆空军：直-9WE

 緬甸
- 缅甸海军

## 事故
- 2014年柬埔寨陆军一架直-9坠毁，包括两名将军在内的五名军人身亡，另有一人重伤[8]。
- 2015年喀麦隆空军一架直-9坠毁，两人受伤[9]。
- 2020年3月30日，解放軍駐港部隊一架編號為6202的直-9直升機在大欖郊野公園墜毀，死傷不明；但由於涉事直升機壓毀電塔，導致九龍及新界部分區域供电不稳定[10]。
- 2025年8月6日，迦納共和國一架軍用直-9直升機墜毀，包含迦納國防部長博阿马在內多位多位政治高層與機組人員共8人全數罹難。[11]

## 大眾文化
- 在《战地风云4》中配备了CS/LM12型转管速射机枪（艙門機槍，第2及第3乘员武器），作为人民解放军陆军航空兵载具出现，主要用于对地步兵压制和人员输送。
- 在《战狼》电影中出现作为主要用于对地步兵压制和人员输送。
- 在《我是特種兵之利刃出鞘》中出現，於第18集中由飛行員宋凱飛（任柯諾飾演）駕駛，在演习中执行藍軍追捕紅軍狙擊手的任务。
- 在《战争雷霆》中作为中国科技树直升机出现，有W型和WA型，配备了红箭-8、AKD-9、天燕-90等导弹。